# ジューン・ビーブ
ジューン・ビーブ・アトウッド（June Beebe Atwood、1913年3月27日 – 2003年11月10日）は、アメリカ合衆国の女子プロゴルファー。

## 来歴
イリノイ州シカゴで生まれる。1931年と1933年の女子ウェスタンオープンで優勝し、1930年と1932年には2位でフィニッシュした。結婚後はフィリップ・アトウッド夫人の名義でプレーした。また、シカゴ地区女子ゴルフ協会選手権で1933年と1935年の2回優勝している。

## メジャー選手権

### 優勝 (2回)
| 年     | 選手権                 | 優勝スコア | 2位の選手                         |
| ------ | ---------------------- | ---------- | --------------------------------- |
| 1931年 | 女子ウェスタンオープン | 3 & 2      | メルヴィン・ジョーンズ夫人 (アマ) |
| 1933年 | 女子ウェスタンオープン | 3 & 2      | ジェーン・ワイラー (アマ)         |